# 櫛羅
櫛羅（くじら）は、奈良県御所市の大字。郵便番号は639-2312。本項ではかつて同区域に存在した櫛羅村（くじらむら）についても記す。

## 地理
御所市の北西端の東西に長い地域にあたり、南で楢原、東で元町・東松本・柳田町・三室、北で小林および葛城市脇田・梅室・寺口、西で大阪府南河内郡千早赤阪村水分および同郡河南町平石に隣接する。西端に大和葛城山がそびえ、頂上付近と東麓との間を近鉄葛城索道線が結んでいる。

### 河川
- 柳田川
- 元町川

### 山岳
- 大和葛城山

## 歴史
- 幕末 - 「旧高旧領取調帳」の記載によると、櫛羅藩領であった。
- 明治4年7月14日
  - （1871年8月29日） - 廃藩置県により櫛羅県の管轄となる。
  - 11月22日（1872年1月2日） - 第2次府県統合により、全域が奈良県（第1次）の管轄となる。
- 1876年（明治9年）4月18日 - 第2次府県統合により堺県の管轄となる。
- 1881年（明治14年）2月7日 - 大阪府の管轄となる。
- 1887年（明治20年）11月4日 - 奈良県（第2次）の管轄となる。
- 1889年（明治22年）4月1日 - 町村制の施行により、近世以来の葛上郡櫛羅村が単独で自治体を形成。東松本村・竹田村・鎌田村・小林村・楢原村・三室村・西松本村と櫛羅村外七ヶ村組合村を結成。
- 1897年（明治30年）4月1日 - 櫛羅村の所属郡が南葛城郡に変更。
- 1915年（大正4年）1月1日 - 櫛羅村外七ヶ村組合村の7村が合併して大正村が発足。同村の大字となり、櫛羅村廃止。
- 1958年（昭和33年）3月31日 - 大正村が御所町・葛村・葛上村と合併して御所市が発足。同市の大字となる。

## 世帯数と人口
2020年（令和2年）12月31日現在の世帯数と人口は以下の通りである。
| 町丁 | 世帯数  | 人口  |
| ---- | ------- | ----- |
| 櫛羅 | 409世帯 | 914人 |

## 小・中学校の学区
市立小・中学校に通う場合、学区は以下の通りとなる。
| 番地 | 小学校             | 中学校             |
| ---- | ------------------ | ------------------ |
| 全域 | 御所市立大正小学校 | 御所市立大正中学校 |

## 交通

### 鉄道
- 近鉄葛城索道線
  - 葛城登山口駅 - 葛城山上駅

### バス
- 奈良交通
  - 葛城登山線
    - 80：近鉄御所駅 - 新屋敷 - 櫛羅 - 猿目橋 - 葛城ロープウェイ
    - 88：近鉄御所駅 - 新屋敷 - 櫛羅 - 小林 - 猿目橋 - 葛城ロープウェイ
- 御所市コミュニティバス
  - 西コース
    - 近鉄御所駅 - 豊年橋 - 御所市役所 - 豊年橋 - 幸町 - 池之内 - 室 - 名柄 - 北窪 - かもきみの湯 - 東佐味 - 鴨神 - 北窪 - 名柄 - 老人福祉センター - 産業振興センター前 - 近鉄御所駅

  - 東コース
    - 老人福祉センター - 新屋敷 - 近鉄御所駅 - 豊年橋 - 御所市役所 - 竹田 - 今城 - 柳原 - 御所東高校前 - 玉手 - 水平社博物館前 - 今住 - JR掖上駅 - 大口峠 - 葛公民館前 - 吉野口駅 - 朝町 - 小殿 - かもきみの湯 - 重阪 - 新田

### 道路
- 奈良県道30号御所香芝線
- 奈良県道213号櫛羅御所線

## 施設
- 御所大正郵便局
- 御所市立大正小学校
- 御所市立大正幼稚園
- 御所市老人福祉センター
- 浄土寺
- 専念寺
- 十住寺
- 鴨山口神社
- 葛城天剣神社
- 葛城天神社
- 葛城高原ロッジ
- 葛城高原キャンプ場